# Troppo bella per te!
Troppo bella per te! (Trop belle pour toi) è un film del 1989 diretto da Bertrand Blier.
La pellicola vinse il Grand Prix Speciale della Giuria al Festival di Cannes ex aequo con Nuovo Cinema Paradiso di Giuseppe Tornatore.

## Trama
Bernard ha una vita perfetta sia lavorativa sia affettiva: dirige una concessionaria d'auto di lusso, è sposato a Florence, una donna bellissima, e ha due figli. 
Tutto cambia quando nella concessionaria viene assunta come segretaria interinale Colette. Nonostante sia una donna sposata con Pascal e non eccezionalmente attraente Bernard si innamora di lei e inizia una relazione che i due vivono senza sentirsi in colpa.
I rispettivi coniugi intervengono in maniera diversa per cercare di ristabilire l'ordine ma la coppia di amanti decide di uscire dall'ombra e andare a vivere assieme.
Tale convivenza purtroppo non funziona e ben presto di due si separano ma non possono tornare alla vita di prima. Florence è partita e Bernard resta solo.
Anche Colette non torna da Pascal, trova un nuovo compagno ma nonostante arrivino dei figli è sempre infelice.

## Riconoscimenti
- 1989 - Festival di Cannes
  - Grand Prix Speciale della Giuria
- 1990 - Premio César
  - Miglior film
  - Miglior regista
  - Miglior sceneggiatura
  - Migliore attrice (Carole Bouquet)
  - Miglior montaggio